# Mistrzostwa Świata w Wioślarstwie 1975
5. Mistrzostwa Świata w Wioślarstwie odbyły się w dniach 21–24 sierpnia (zawody kobiet) oraz 25–30 sierpnia (zawody mężczyzn) 1975 r. w brytyjskim Nottingham. Zgodnie z programem mistrzostw rozegrano 11 konkurencji wioślarskich dla mężczyzn oraz 6 konkurencji wioślarskich dla kobiet. Zawody zorganizowano w pobliskim ośrodku sportów wodnych Holme Pierrepont National Watersports Centre na terenie osady Holme Pierrepont. 

## Wyniki

### Mężczyźni
| Konkurencja                              | Złoto | Czas    | Srebro | Czas    | Brąz | Czas    | Źródło       |
| ---------------------------------------- | --- | ------- | --- | ------- | --- | ------- | ------------ |
| M1x (jedynka)                            | Peter-Michael Kolbe | 7:10.08 | Seán Drea | 7:12.50 | Martin Winter | 7:13.83 | [ 3 ] [ 4 ]  |
| M2x (dwójka podwójna)                    | Norwegia Alf Hansen · Frank Hansen | 6:34.49 | NRD Joachim Dreifke · Jürgen Bertow | 6:35.10 | Wielka Brytania Chris Baillieu · Michael Hart | 6:39.61 | [ 5 ] [ 4 ]  |
| M2- (dwójka bez sternika)                | NRD Bernd Landvoigt · Jörg Landvoigt | 7:06.40 | Bułgaria Georgi Georgiew · Walentin Stoew | 7:10.81 | Holandia Jan van der Horst · Willem Boeschoten | 7:11.49 | [ 6 ] [ 4 ]  |
| M2+ (dwójka ze sternikiem)               | NRD Jörg Lucke · Wolfgang Gunkel · Bernd Fritsch (sternik) | 7:16.24 | Polska Ryszard Stadniuk · Grzegorz Stellak · Ryszard Kubiak (sternik) | 7:19.43 | RFN Thomas Hitzbleck · Klaus Jäger · Holger Hocke (sternik) | 7:20.13 | [ 7 ] [ 4 ]  |
| M4x (czwórka podwójna)                   | NRD Stefan Weiße · Wolfgang Güldenpfennig · Wolfgang Hönig · Christof Kreuziger | 5:57.44 | Czechosłowacja Filip Koudela · Zdeněk Pecka · Václav Vochoska · Jaroslav Hellebrand                                                                                                 | 6:00.28 | ZSRR Vytautas Butkus · Jurij Jakimow · Aivars Lazdenieks · Jewgienij Dulejew                                                                                                  | 6:00.42 | [ 8 ] [ 4 ]  |
| M4- (czwórka bez sternika)               | NRD Siegfried Brietzke · Andreas Decker · Stefan Semmler · Wolfgang Mager | 6:13.81 | ZSRR Raul Arnemann · Nikołaj Kuzniecow · Siergiej Pozdiejew · Anuszawan Gasan-Dżałałow                                                                                              | 6:18.82 | Rumunia Nicolae Simion · Ernest Gal · Christian Georgescu · Constantin Nistoroiu                                                                                              | 6:24.09 | [ 9 ] [ 4 ]  |
| M4+ (czwórka ze sternikiem)              | ZSRR Władimir Jeszynow · Nikołaj Iwanow · Aleksandr Siema · Aleksandr Klepikow · Aleksandr Łukjanow (sternik)                                                                          | 6:31.46 | NRD Andreas Schulz · Rüdiger Kunze · Walter Dießner · Ullrich Dießner · Wolfgang Groß (sternik)                                                                                     | 6:36.47 | RFN Hans-Johann Färber · Ralph Kubail · Dieter Knief · Peter Niehusen · Hartmut Wenzel (sternik)                                                                              | 6:40.93 | [ 10 ] [ 4 ] |
| M8+ (ósemka)                             | NRD Jürgen Arndt · Gottfried Döhn · Dieter Wendisch · Friedrich-Wilhelm Ulrich · Werner Klatt · Roland Kostulski · Ulrich Karnatz · Karl-Heinz Prudöhl · Klaus-Dieter Ludwig (sternik) | 5:39.01 | ZSRR Igor Konnow · Aleksandr Pluszkin · Jewgienij Jankowski · Wasilij Potapow · Nikołaj Iwanow · Władimir Wasiljew · Antanas Čikotas · Anatolij Niemtyriow · Igor Rudakow (sternik) | 5:41.34 | Nowa Zelandia Grant McAuley · Alec McLean · Dave Rodger · Joe Earl · Lindsay Wilson · Ross Collinge · Trevor Coker · Peter Dignan · David Simmons (sternik)                   | 5:43.61 | [ 11 ] [ 4 ] |
| Konkurencje wagi lekkiej                 | |         | |         | |         |              |
| LM1x (jedynka wagi lekkiej)              | Reto Wyss | 7:41.69 | Raimund Haberl | 7:48.04 | Bill Belden | 7:51.61 | [ 12 ]       |
| LM4- (czwórka bez sternika wagi lekkiej) | Francja André Picard · André Coupat · Michel Picard · Francis Pelegri | 6:47.31 | Wielka Brytania Nicholas Tee · Graeme Hall · Christopher Drury · Daniel Topolski | 6:49.23 | Australia Campbell Johnstone · Andrew Michelmore · Geoffrey Rees · Colin Smith                                                                                                | 6:52.13 | [ 13 ]       |
| LM8+ (ósemka wagi lekkiej)               | RFN Hans-Hermann Meyer · Paul Lutz · Ekkehard Braun · Gerd Maye · Wolfgang Fritsch · Volker Buhren · Günter Lobing · Bernd Kerkhoff · Frank Neumeister (sternik)                       | 6:26.09 | Stany Zjednoczone Charles Hoffman · David Vogel · John Dunn · Eric Aserlind · William Sawyer · Rodney Johnson · Sean Colgan · Leif Soderberg · Richard Grossman (sternik)           | 6:27.88 | Wielka Brytania Brian Fentiman · Nigel Read · Stewart Fraser · Thomas Moffat · Mark Harris · Stephen Simpole · Christopher George · Anthony Stocking · Alan Sherman (sternik) | 6:29.87 | [ 14 ] [ 4 ] |

### Kobiety
| Konkurencja                           | Złoto | Czas    | Srebro | Czas    | Brąz | Czas    | Źródło       |
| ------------------------------------- | --- | ------- | --- | ------- | --- | ------- | ------------ |
| W1x (jedynka)                         | Christine Scheiblich | 3:55.75 | Mariann Ambrus | 4:06.29 | Genovaitė Ramoškienė | 4:08.02 | [ 15 ] [ 4 ] |
| W2x (dwójka podwójna)                 | ZSRR Jelena Antonowa · Galina Jermołajewa | 3:33.70 | NRD Sabine Jahn · Petra Boesler | 3:34.99 | Bułgaria Swetła Ocetowa · Zdrawka Jordanowa | 3:37.40 | [ 16 ] [ 4 ] |
| W2- (dwójka bez sternika)             | NRD Sabine Dähne · Angelika Noack | 3:49.83 | ZSRR Janina Czigowska · Rūta Veinberga | 3:50.61 | Rumunia Marilena Ghiță · Marlene Predescu | 3:54.25 | [ 17 ] [ 4 ] |
| W4x+ (czwórka podwójna ze sternikiem) | NRD Roswietha Reichel · Ursula Unger · Jutta Lau · Anke Grünberg · Liane Weigelt (sternik)                                                                    | 3:21.61 | Bułgaria Iskra Welinowa · Werka Aleksiewa · Trajanka Władimirowa · Swetłana Ginczewa · Stanka Wakriłowa (sternik)                                                      | 3:24.12 | ZSRR Nadieżda Szczerbak · Walentina Iwczenkowa · Galina Bielajewa · Antonina Mariszkina · Irina Moisiejenko (sternik)                                             | 3:26.33 | [ 18 ] [ 4 ] |
| W4+ (czwórka ze sternikiem)           | NRD Helma Lehmann · Henrietta Dobler · Dagmar Bauer · Irina Müller · Sabine Brincker (sternik)                                                                | 3:24.18 | Bułgaria Marijka Modewa · Reni Jordanowa · Lilana Wasewa · Ginka Gjurowa · Kapka Georgiewa (sternik)                                                                   | 3:27.77 | RFN Thea Einöder · Edith Eckbauer · Doris Leifermann · Karin Gondolatsch · Susanne Thienel (sternik)                                                              | 3:29.80 | [ 19 ] [ 4 ] |
| W8+ (ósemka)                          | NRD Viola Goretzki · Christiane Knetsch · Ilona Richter · Bianka Schwede · Monika Kallies · Renate Neu · Rosel Nitsche · Doris Mosig · Marina Wilke (sternik) | 3:14.53 | Stany Zjednoczone Christine Ernst · Carol Brown · Nancy Storrs · Wiki Royden · Claudia Schneider · Anne Warner · Gail Pierson · Carie Graves · Lynn Silliman (sternik) | 3:16.21 | Rumunia Elena Avram · Iuliana Balaban · Valeria Avram · Aurelia Marinescu · Cristel Wiener · Filigonia Toll · Florica Petcu · Elena Oprea · Aneta Matei (sternik) | 3:18.50 | [ 20 ] [ 4 ] |

## Klasyfikacja medalowa
| Miejsce | Reprezentacja     | Złoto | Srebro | Brąz | Razem |
| ------- | ----------------- | ----- | ------ | ---- | ----- |
| 1.      | NRD               | 10    | 3      | 1    | 14    |
| 2.      | ZSRR              | 2     | 3      | 3    | 8     |
| 3.      | RFN               | 2     | 0      | 3    | 5     |
| 4.      | Francja           | 1     | 0      | 0    | 1     |
| 4.      | Norwegia          | 1     | 0      | 0    | 1     |
| 4.      | Szwajcaria        | 1     | 0      | 0    | 1     |
| 7.      | Bułgaria          | 0     | 3      | 1    | 4     |
| 8.      | Stany Zjednoczone | 0     | 2      | 1    | 3     |
| 9.      | Wielka Brytania   | 0     | 1      | 2    | 3     |
| 10.     | Austria           | 0     | 1      | 0    | 1     |
| 10.     | Czechosłowacja    | 0     | 1      | 0    | 1     |
| 10.     | Irlandia          | 0     | 1      | 0    | 1     |
| 10.     | Polska            | 0     | 1      | 0    | 1     |
| 10.     | Węgry             | 0     | 1      | 0    | 1     |
| 15.     | Rumunia           | 0     | 0      | 3    | 3     |
| 16.     | Australia         | 0     | 0      | 1    | 1     |
| 16.     | Holandia          | 0     | 0      | 1    | 1     |
| 16.     | Nowa Zelandia     | 0     | 0      | 1    | 1     |
| Razem   | Razem             | 17    | 17     | 17   | 51    |